# Christian Kulik
Christian Kulik (6 dicembre 1952) è un ex calciatore tedesco, di ruolo centrocampista.

## Carriera

### Club
Crebbe nel settore giovanile dell'Alemannia Aachen e nell'estate 1971, giovanissimo, arrivò al Borussia Mönchengladbach per volere dell'allenatore Hennes Weisweiler. Debuttò in Bundesliga a 19 anni, il 2 ottobre 1971, nella partita Colonia-Borussia Mönchengladbach, nella stagione 1971-1972 (in cui avrebbe totalizzato 23 presenze e 4 gol). Quattordici giorni dopo partecipò alla vittoria della sua squadra per 7-1 contro l'Inter, nell'andata degli ottavi di finale della Coppa dei Campioni 1971-1972. L'incontro, passato alla storia come la Partita della lattina, fu poi annullato dal giudice sportivo. Tra i titolari della finale di Coppa UEFA 1972-1973 persa dal Borussia contro il Liverpool, vinse 3 titoli tedeschi occidentali (1975, 1976 e 1977), 2 Coppe UEFA (1975 e 1979) e una Coppa di Germania (1973). Nella finale di Coppa di Germania contro il Colonia fu schierato come titolare al posto di Günter Netzer, non in perfette condizioni fisiche. Fu lo stesso Netzer a sostituire Kulik e a siglare il gol del 2-1 per il Borussia, ultima marcatura di Netzer con la maglia del Gladbach prima del suo trasferimento al Real Madrid. Nel 1977 Kulik fu tra gli undici giocatori di partenza del Borussia nella finale della Coppa dei Campioni persa contro il Liverpool. Tre anni dopo fu tra i protagonisti della finale di Coppa UEFA persa contro l'Eintracht Francoforte. Nella stagione 1984 - 1985 approda nel campionato Svizzero di calcio LNB nel F.C. Mendrisio, allenatore Andreja Percic, purtroppo a causa di un pessimo girone d'andata, l'F.C. Mendrisio retrocede con 28 punti in 30 partite in Prima Lega, FC Chiasso e AC Bellinzona chiudono la stagione con 29 punti in classifica. Malgrado la retrocessione nella lega cadetta, anche grazie alle prodezze di Christian Kulik ed al cambio d'allenatore Benkö al posto di Percic, il Mendrisio calcolando solo le 15 partite del girone di ritorno si sarebbe classificato al quinto posto. Per la stagione 1985 - 1986, Kulik anche se l'F.C. Mendrisio gioca nel campionato di Prima Lega decide di rimanere, purtroppo all'ultima giornata perdendo in casa dal FC Laufen, il Mendrisio sempre per un punto fallisce la promozione in LNB, a fine stagione Kulik rientrerà in Germania.

### Nazionale
Nel 1973 fu convocato nella Nazionale tedesca Under-23 e collezionò tre apparizioni, senza, tuttavia, riuscire a giocare con la Nazionale maggiore.

## Palmarès

### Club

#### Competizioni nazionali
- Coppa di Germania: 1

Borussia Mönchengladbach: 1972-1973
- Campionato tedesco occidentale: 3

Borussia Mönchengladbach: 1974-1975, 1975-1976, 1976-1977

#### Competizioni internazionali
- Coppa UEFA: 2

Borussia Mönchengladbach: 1974-1975, 1978-1979